# أنطونيو ألبرتو كيمارايس ريزيند
أنطونيو ألبرتو كيمارايس ريزيند (بالبرتغالية: Antônio Alberto Guimarães Rezende‏) هو كاهن كاثوليكي برازيلي، ولد في 3 مارس 1926 في أوبيرابا في البرازيل، وتوفي في 13 أبريل 2015.